# Laboratoire national de contrôle des médicaments
Le Laboratoire national de contrôle des médicaments (arabe : المخبر الوطني لمراقبة الأدوية) ou LNCM est un établissement public tunisien créé en 1990 à caractère administratif doté de la personnalité civile et de l'autonomie financière.
L'établissement est placé sous la tutelle du ministère de la Santé et a pour mission principale le contrôle de la qualité des médicaments disponibles en Tunisie,.

## Historique
En 1979, un laboratoire se développe avec la collaboration du Japon au sein de l'Institut de nutrition de Tunis pour faire des analyses et contrôles lors de la procédure d'enregistrement des médicaments sous l'impulsion du professeur Zouhair Kallel alias « Dr Hakim ».
La loi no 90-79 du 7 août 1990 crée la structure actuelle et détaille ses objectifs.

## Mission
Le Laboratoire national de contrôle des médicaments est chargé, comme mission principale, de contrôler la qualité des médicaments et des autres produits (pour l'hygiène ou le maquillage). Ces contrôles sont effectués aussi bien avant l'autorisation de mise sur le marché tunisien qu'après l'autorisation en post commercialisation pour s'assurer que les règlements sont appliqués. Plus accessoirement, le laboratoire est aussi chargé d'effectuer des études, analyses et essais, pour promouvoir le secteur du médicament et une bonne hygiène.